# Long Khánh B
Long Khánh B là một xã cũ thuộc huyện Hồng Ngự cũ, tỉnh Đồng Tháp, Việt Nam.

## Địa lý
Xã Long Khánh B nằm ở phía đông huyện Hồng Ngự, có vị trí địa lý:
- Phía đông và phía bắc giáp thành phố Hồng Ngự
- Phía tây giáp xã Long Khánh A
- Phía nam giáp xã Phú Thuận B và xã Long Thuận.

Xã có diện tích 9,49 km², dân số năm 1999 là 12.397 người, mật độ dân số đạt 1.306 người/km².

## Lịch sử
Quyết định 41-HĐBT ngày 22 tháng 04 năm 1989 của Hội đồng Bộ trưởng, chia xã Long Khánh cũ thành 2 xã lấy tên là xã Long Khánh A và xã Long Khánh B.
Nghị định 08/NĐ-CP ngày 23 tháng 12 năm 2008 của Chính phủ, xã Long Khánh B thuộc huyện Hồng Ngự.